# Ted Post
Ted Post (Nova Iorque, 31 de março de 1918 — Santa Mônica, 20 de agosto de 2013) foi um diretor de cinema e televisão norte-americano.

## Filmografia
- 4 Faces (1999)
- The Human Shield (1992)
- Nightkill (1980)
- Good Guys Wear Black (1978)
- Go Tell the Spartans (1978)
- Whiffs (1975)
- Magnum Force (1973)
- The Harrad Experiment (1973)
- The Baby (1973)
- Beneath the Planet of the Apes (1970)
- Hang 'Em High (1968)
- The Legend of Tom Dooley (1959)
- The Peacemaker (1956)